# E. 1999 Eternal
E. 1999 Eternal är ett studioalbum av Bone Thugs-N-Harmony från 1995. Albumet toppade Billboard 200 och har sålt 4x platina i USA. 

## Låtlista
1. "Da Introduction" - 4:25
2. "East 1999" - 4:21
3. "Eternal" - 4:03
4. "Crept and We Came" - 5:03
5. "Down '71 (The Getaway)" - 4:50
6. "Mr. Bill Collector" - 5:01
7. "Budsmokers Only" - 3:31
8. "Crossroad" - 3:43
9. "Me Killa" - 0:55
10. "Land of tha Heartless" - 3:05
11. "No Shorts, No Losses" - 4:52
12. "1st of tha Month" - 5:14
13. "Buddah Lovaz" - 4:43
14. "Die Die Die" - 2:52
15. "Mr. Ouija 2" - 1:16
16. "Mo' Murda" - 5:44
17. "Shotz to Tha Double Glock" - 4:43